# 金瓜石線
金瓜石線，是一條日治時期昭和11年（1936年）由日本礦業株式會社（今日礦金屬前身）完工營運的礦業鐵路，路線經基隆八尺門、八斗子、深澳至水湳洞，為臺灣鐵路管理局經營的鐵路支線深澳線之前身。

## 歷史
1933年（昭和8年），日治時代的日本礦業株式會社（現在的JX金屬）買下金瓜石礦區，之後建造了一條為762毫米（俗稱五分車）的輕便鐵道，由瑞芳水南（湳）洞，經焿子寮、深澳、八斗子通往基隆的八尺門（俗稱水八線），用來將金瓜石產的金銅等礦砂運送至八尺門的港口，駁船轉送至基隆牛稠港裝船，運往日本提煉；全線於1936年（昭和11年）完工。
這條輕便鐵道也經營客運，當年列車票價表里程表上印的是「基隆濱町」至「瑞芳街」，「濱町」即八尺門、在漁會正濱大樓一帶，「瑞芳街」就是水湳洞。
二次大戰後由臺灣金屬鑛業股份有限公司接手，於1945年5月25日起繼續經營客貨運，此時路線設備都已老舊，因此運輸效率不彰，不過仍是當年水湳洞到基隆的唯一的陸運交通路線。
1950年代，每日尚有六班客貨混合列車，車次編號1至6次，單數車次為水南洞開往八尺門，雙數車次為八尺門折返回水南洞，其中近正午開行的3、4車次例假日辦理客運，平日為材料專用列車。
而後深澳火力電廠建立，有運輸煤炭的需求，因此將八斗子至深澳的輕便鐵道拓寬，採用與縱貫線相同的1067毫米的軌距，並新建瑞芳至八斗子間的鐵道，銜接宜蘭線。1965年4月8日，瑞芳到深澳路段完工通車。
1962年8月26日，因為路線老舊的緣故，臺金公司停止客運服務，水南洞至八斗子間完全交由臺鐵使用，八斗子至八尺門間廢止，部份路段成為濱海公路、國立臺灣海洋大學校內道路、台灣中油油庫的庫區道路及巷道。

## 其他
金瓜石至瑞芳之間有輕便鐵路落成於昭和6年(1931年)。
1962年金瓜石線廢止時，正處台灣煤礦全盛時期，深澳到水南洞沿途還有不少礦場需要將煤運出，台金公司也有運輸銅砂的需求，因此就以原先金瓜石線輕便鐵道的路基為基礎，建造鐵路，從深澳、經八斗子、一路抵達濂洞（水湳洞），於1967年10月31日全線通車。所以金瓜石線於海科館車站至濂洞車站之間與深澳線路線重疊。

## 參閲
- 金瓜石
- 平溪線
- 臺灣礦業鐵路
- 日本礦業株式會社
- 臺灣金屬鑛業股份有限公司

## 外部連結
- 深澳線鐵路路線圖(含廢止路線) - Google地圖 （页面存档备份，存于）
- 金瓜石線明信片 - 國家圖書館 （页面存档备份，存于）
- 基隆散歩去--最後的五分車鐵道遺跡 - @ 跟我自己去旅行--duncanyui網路日誌ⓒ  （页面存档备份，存于）